# Ignacio Macaya
Ignacio Macaya Santos de Lamadrid, född 2 december 1933 i Barcelona, död 5 september 2006 i Barcelona, var en spansk landhockeyspelare.
Macaya blev olympisk bronsmedaljör i landhockey vid sommarspelen 1960 i Rom.